# Loi du 28 décembre 1904
La loi du 28 décembre 1904, est une loi française qui laïcise  les inhumations, en en abrogeant les « lois conférant aux fabriques des églises et aux consistoires le monopole des inhumations », qui avait été maintenu en France dans le cadre du régime concordataire français.

## Contenu
La loi  permet désormais des enterrements laïcs ou dans des rites autres que ceux des religions reconnues, en instituant un nouveau service public communal, le « service extérieur des pompes funèbres ».
En effet, son article premier dispose « Le droit attribué aux fabriques et consistoires de faire seuls toutes les fournitures quelconques nécessaires pour les enterrements et pour la pompe et la décence des funérailles, en ce qui concerne le service extérieur, cessera d'exister à dater de la promulgation de la présente loi ».
Précédant d'un an loi de séparation des Églises et de l'État du 9 décembre 1905, la loi du 28 décembre 1904 s'intègre dans les grandes lois de laïcisation de la vie publique sous la Troisième République.

## Historique
Abrogeant les dispositions du décret impérial sur les sépultures du 23 prairial an XII (12 juin 1804), la loi du 14 novembre 1881 avait déjà rendu neutres les cimetières, mais les cultes reconnus restaient les seuls à pouvoir procéder aux rites funéraires et aux inhumations, y compris ceux des défunts ne professant pas leur religion.
La laïcisation des inhumations est défendue dès mars 1879 par le parlementaire Antoine-Dieudonné Belle. Il est rejoint en novembre 1883 et mai 1904 par le député Fernand Rabier et le sénateur Raphaël Milliès-Lacroix.
Loi du 15 novembre 1887 sur la liberté des funérailles permet à toute personne majeure de « régler les conditions de ses funérailles, notamment en ce qui concerne le caractère civil ou religieux à leur donner et le mode de sa sépulture »,
Après de longs débats, le projet de loi de 1904 est adopté par la chambre des députés par 336 voix contre 220, et promulguée par le président du Conseil Émile Loubet et son ministre de l’Intérieur et des Cultes Émile Combes, la loi relative à la municipalisation du monopole des inhumations est promulguée le 28 décembre 1904. Elle avait néanmoins été âprement combattue par les parlementaires conservateurs (notamment Henry Fleury-Ravarin, l'abbé Lemire, Alfred Girard, Émile de Marcère et Dominique Delahaye  qui la taxent de « loi spoliatrice […] d’un droit sacré et intangible », argumentant en faveur de  la défense de l’église catholique et celle de la libre concurrence.
La loi du 8 janvier 1993 supprime le monopole communal du service extérieur des pompes funèbres, mais les communes ou leurs regroupements gardent le monopole de la gestion des cimetières.